# Dona i Ocell
Koordinaten: 41° 22′ 40,8″ N, 2° 8′ 49,2″ O

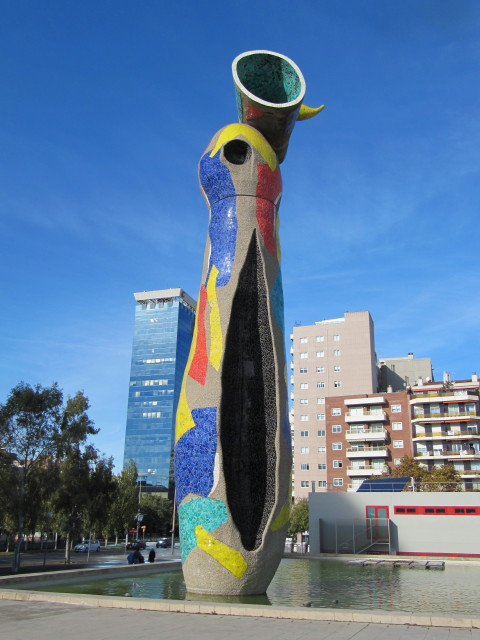
Die Skulptur Dona i Ocell in Barcelona

Dona i Ocell (katalanisch für „Frau und Vogel“) ist eine Skulptur des spanisch-katalanischen Künstlers Joan Miró, die dieser in Zusammenarbeit mit dem spanischen Keramiker Joan Gardy Artigas schuf. Die 22 Meter hohe Skulptur steht in Mirós Geburtsstadt Barcelona.

## Beschreibung
Den größten Teil der Skulptur bildete ein vertikal aufgestellter Körper, der eine längliche Aussparung und eine weitere runde Aussparung an der Spitze aufweist. Die Oberfläche des Körpers wurde von Mirós Partner Artigas als Trencadís-Mosaik gestaltet, das aus Bruchstücken von Keramikfliesen besteht. Die vorherrschenden Farben sind dabei gelb, rot, blau und grün, während schwarze Bruchstücke zur Betonung der Aussparungen verwendet wurden. Seitlich versetzt zur Mittelachse des Körpers befindet sich im oberen Teil der Skulptur ein zylindrischer, hohler Aufsatz, der von außen auf die gleiche Art und Weise wie der darunterliegende Teil der Skulptur gestaltet ist. Auf diesem Aufsatz wiederum befindet sich ein gebogener, gelber Körper, der die Spitze der Skulptur bildet. Die gesamte Skulptur steht in einem Wasserbecken.

## Interpretation
Mit dem Titel Frau und Vogel beinhaltet die Skulptur zwei wiederkehrende Motive in Mirós künstlerischem Schaffen. Eine vergleichbare Thematik behandelt unter anderem seine Bronzestatue La carícia d’un ocell („Die Liebkosung eines Vogels“). Demnach stellt der untere, größere Teil der Skulptur den Körper einer Frau dar, während der gelbe Körper an der Spitze der Skulptur an den namensgebenden Vogel erinnert. Gleichzeitig ermöglicht die Skulptur eine erotische Auslegung des Titels und der Darstellung. So ist das Wort Ocell für Vogel auch eine umgangssprachliche Bezeichnung für das männliche Glied. Zudem hat der untere Teil der Skulptur eine phallische Form, während die zentrale Aussparung in ihrer Form an die weibliche Vulva erinnert. Diese Form der Darstellung männlicher und weiblicher Geschlechtsorgane ist als Symbol für Stärke und Fruchtbarkeit bereits aus dem Römischen Reich bekannt.

## Standort
Die Skulptur gehört zu einer dreiteiligen Serie von Kunstwerken Mirós, die dieser zur Begrüßung von Besuchern in Barcelona schuf. Die drei Werke richten sich dabei an Besucher, die mit einem Flugzeug, einem Schiff oder über Land in die Stadt kommen, wobei Dona i Ocell letztere Gäste Barcelonas begrüßt. Die Skulptur befindet sich im Parc de Joan Miró, der auf dem Gelände eines Schlachthofes errichtet wurde und heute von der Skulptur Dona i Ocell überragt wird. Bei der offiziellen Einweihung der Skulptur im Jahr 1983 konnte Miró aufgrund seines sich verschlechterten Gesundheitszustandes nicht anwesend sein, kurze Zeit nach der Einweihung starb der Künstler in Palma.

## Galerie

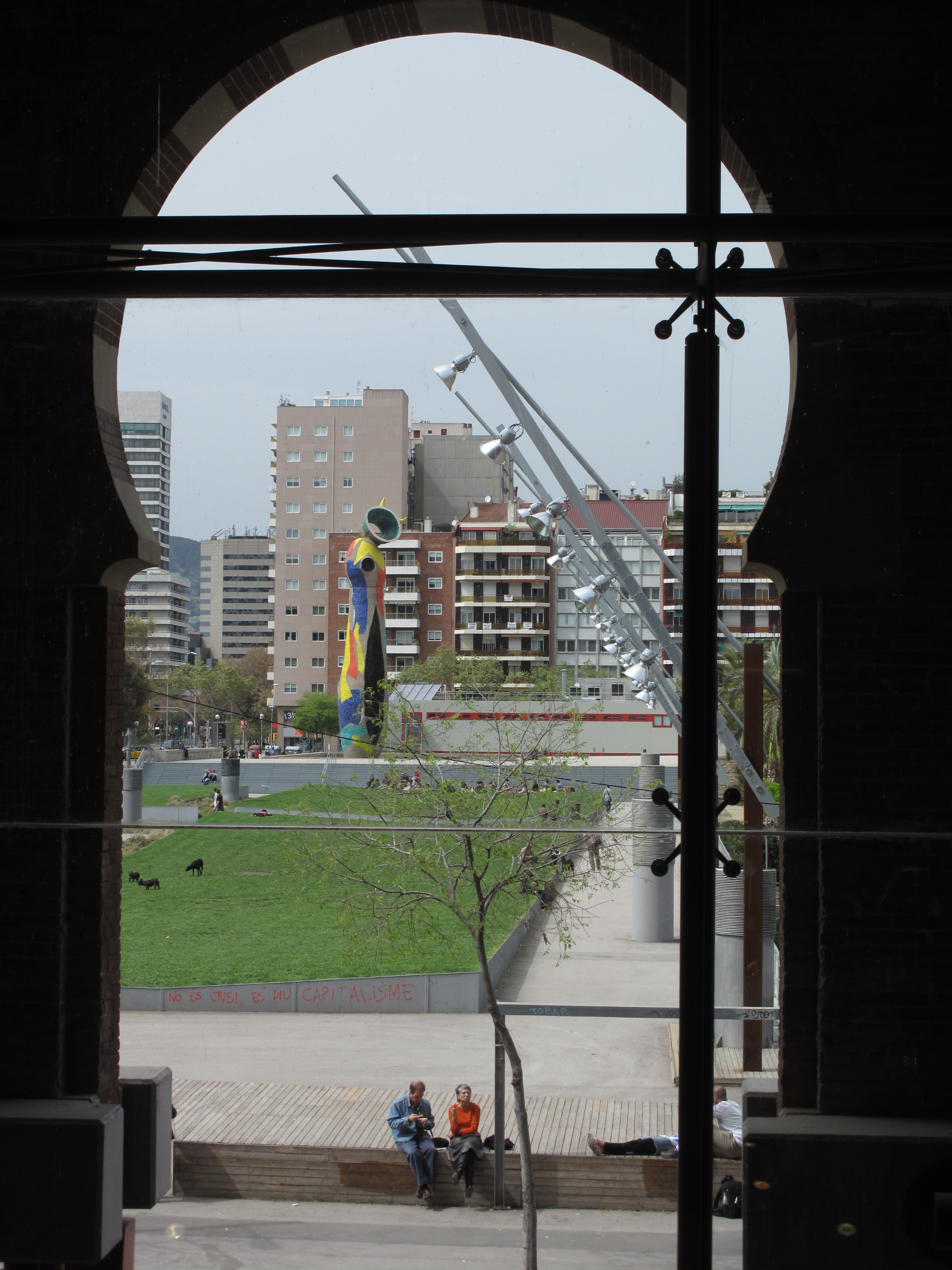
Dona i Ocell im Parc de Joan Miró
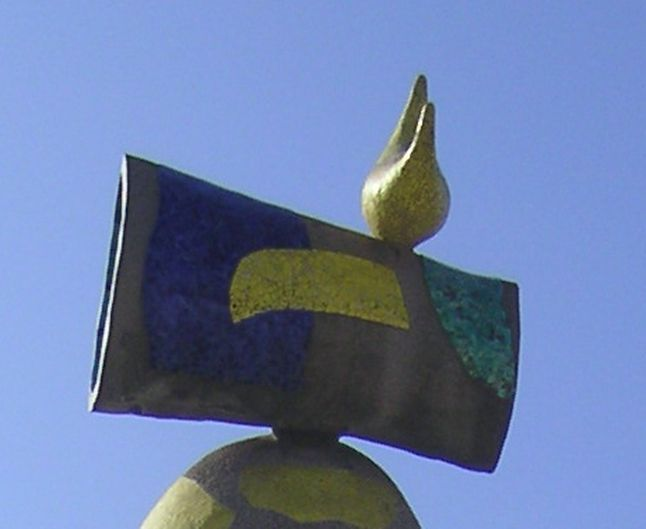
Detailansicht des oberen Teils
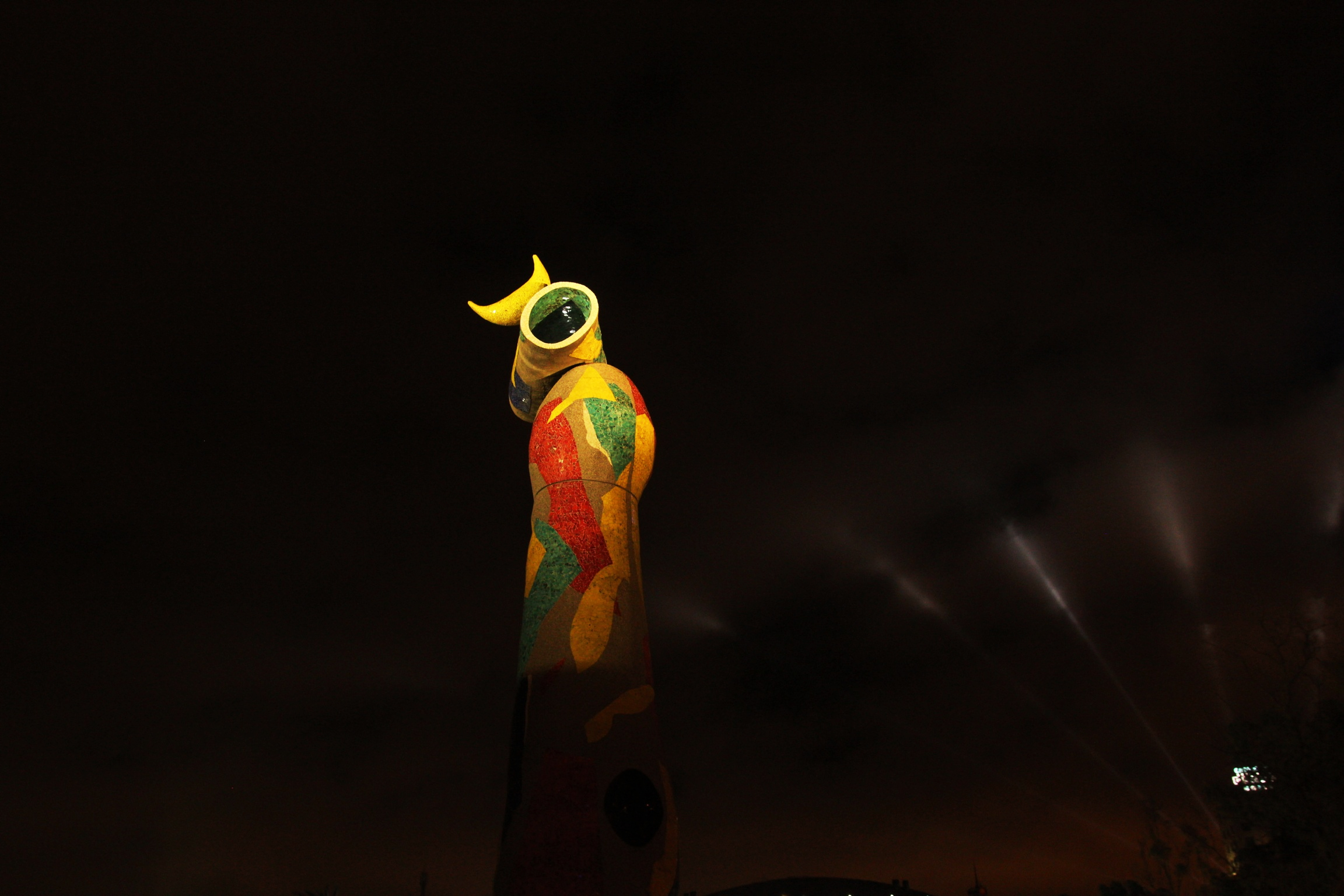
Dona i Ocell bei Nacht
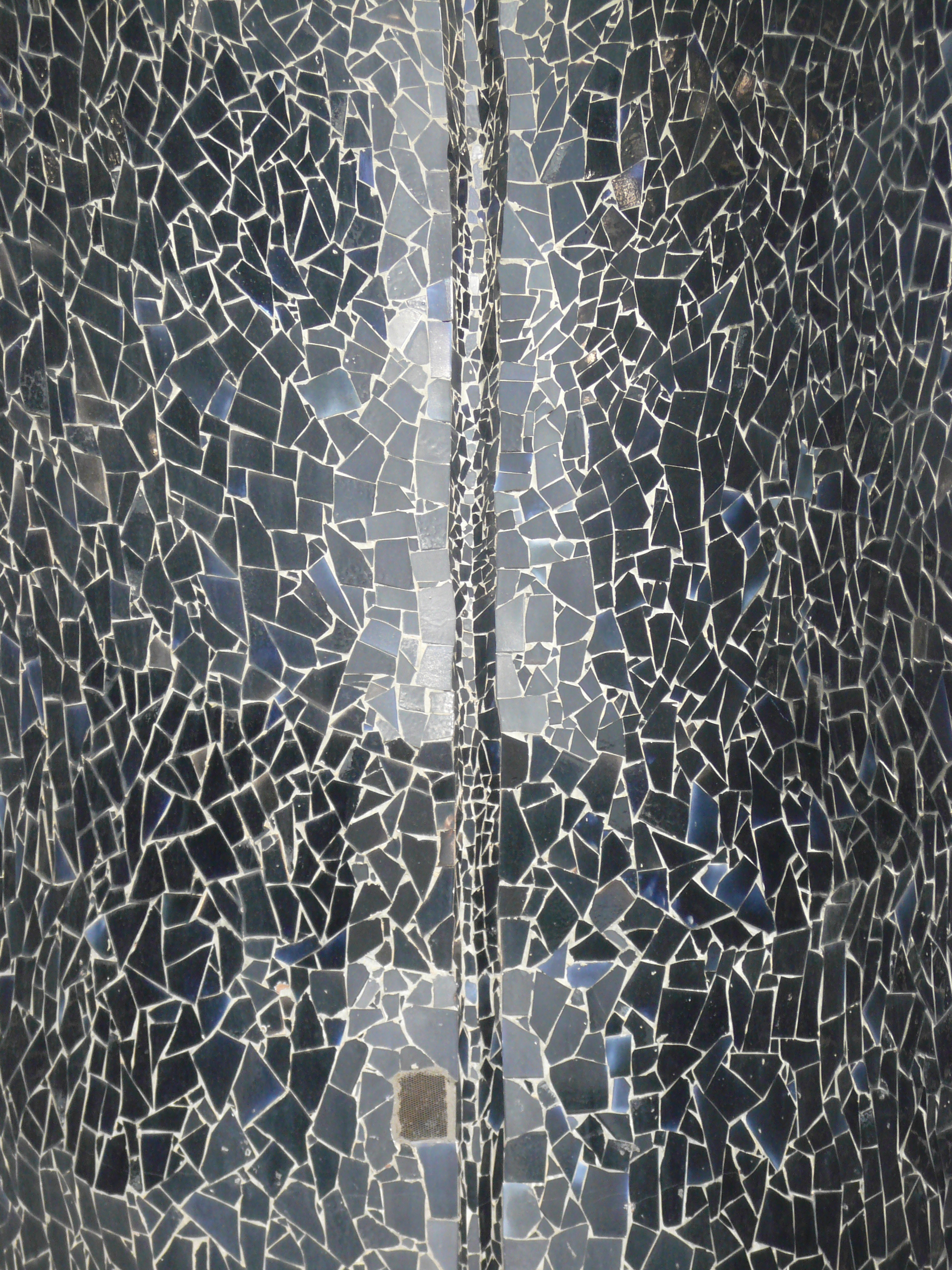
Detailansicht der zentralen Aussparung